# Жамбандуска вдовица
Жамбандуска вдовица (Vidua raricola) е вид птица от семейство Viduidae.

## Разпространение
Видът е разпространен в Гана, Камерун, Демократична република Конго, Нигерия, Сиера Леоне, Судан и Южен Судан.